# Станции Ишля
Посёлок Станции Ишля́ — упразднённый посёлок в Белорецком районе Башкортостана России. Входил на момент упразднения в состав Ишлинского сельсовета. Ныне в черте села Ишля

## География
Находится в месте впадения реки Ишля в реку Сюрюнзяк.

### Географическое положение
Расстояние до:
- районного центра (Белорецк): 69 км,
- ближайшей ж.-д. станции (Улу-Елга): 10 км,
- города Магнитогорска: 130 км.

## История
Основано в 1920‑е годы при строительстве узкоколейной железной дороги Белорецк-Тукан и Белорецк-Инзер.
В 1925 году закончена укладка пути до станции Ишля, построено здание станции, открыто движение по вывозке руды. В статистическом сборнике «Список населенных мест Башреспублики» за 1926 год упоминается хутор Ишля с 40 хозяйствами и станция Ишля.
После 1959 года вошёл в состав села Ишля.

## Население
По итогам Всесоюзной переписи 1939 года проживали 429 человек, из них 193 мужчин, 236 женщин.
По итогам Всесоюзной переписи 1959 года проживали 337 человек, из них 414 мужчин 751 женщин.